# Círculo Español de Amigos de Europa
El Círculo Español de Amigos de Europa (CEDADE) fue un grupo de ideología nacionalsocialista creado en Barcelona en 1966 y disuelto en 1993. CEDADE constituyó a la postre una red internacional de difusión de propaganda neonazi. Estuvo relacionado con el creador del Partido Rexista belga y General de las Waffen SS Léon Degrelle, la Jeune Europe de Jean Thiriart y excombatientes de la División Azul afines al ideario nazi.

## Historia
Los estatutos del círculo fueron aprobados en septiembre de 1966 configurándose como entidad bajo la presidencia de Ángel Ricote, aunque según un informe del Parlamento Europeo fechado en 1985 el grupo tuvo origen en 1965 en la República Federal de Alemania. En la creación de esta organización "contaron con el apoyo de oficiales nazis de las Waffen SS protegidos en España, como Léon Degrelle y Otto Skorzeny, además de falangistas barceloneses vinculados a la Guardia de Franco, combatientes de la División Azul, comisarios de Policía y oficiales del Ejército."
En cualquier caso, pronto tuvo en Pedro Aparicio su cabeza visible, pasando paulatinamente de una primera época fascista a decantarse plenamente por el nazismo, adoptando todos sus puntos e ideas, hasta el punto de utilizar camisas pardas al estilo de las SA. En estas condiciones fue el primer grupo neonazi de notable envergadura creado en España desde el golpe de Estado de 1936 que rompió con la imaginería de la Falange — muchos medios lo han comparado a este respecto con el Partido Español Nacional-Socialista (PENS), formado poco después y que contaba entre sus dirigentes más destacados con Ernesto Milà.
Según el historiador Xavier Casals, convergió en la nueva organización un grupo heterogéneo formado por «miembros de la Guardia de Franco», «exiliados nazifascistas» y jóvenes asociados a «un nazismo "wagneriano"».
Ya en 1969 fue la organización anfitriona del XI Congreso del Europäische Neue Ordnung ("Nuevo Orden Europeo"), celebrado en Barcelona. Solo un año más tarde, el administrativo Jorge Mota Aras era elegido presidente del CEDADE. Éste realizó el 30 de mayo de 1974 la presentación pública de CEDADE en Madrid, tras ser prohibido el acto en la capital catalana.  Tras 1975 el grupo se expandió prácticamente a toda la península ibérica, creciendo su militancia de forma considerable. Según una publicación del periódico Arriba de 1979 los grupos terroristas de la CEDADE Cruz Ibérica, Partido Español Nacional Socialista y los Grupos de Acción Sindicalista formaban parte de los grupos de afinidad a la ideología falangista. Los Grupos de Acción Sindicalista fueron conocidos en Barcelona por atentar en librerías y en locales de asociaciones de vecinos.
Pedro Varela Geiss, propietario de la Librería Europa en la Ciudad Condal, accedió a la presidencia de CEDADE en 1978, se desinteresó de la política interna española y se centró en propagar la importancia de la cuestión racial y las actividades históricas negacionistas con sus publicaciones distribuidas en todo el mundo. CEDADE se convirtió entonces en un núcleo pretendidamente elitista con base en un neonazismo supuestamente "renovado, modernizado y mejorado". Como resultado, se convirtió en un referente para el neonazismo global de aspiraciones más serias e intelectuales, pudiendo asentarse fuera de España en lugares como Argentina (Buenos Aires y Posadas), Bolivia (La Paz), Ecuador (Quito), Uruguay (Montevideo), y Francia (Aix-en-Provence).
Ese mismo año de 1978, CEDADE acusó al dirigente ultraderechista Blas Piñar y a su organización Fuerza Nueva de "estar al servicio del sionismo, rompiendo relaciones. También, durante ese mismo año, desde la organización se puso en marcha el Partido Nacional-Socialista Catalán.
CEDADE, a instancias de Pedro Varela, se especializó en el negacionismo del Holocausto, apoyando las tesis que dudan de las cifras oficiales del mismo (manteniendo contactos con Robert Faurisson, introduciendo libros de editoriales como Bright Rainbow y publicando a autores del Institute for Historical Review como Arthur R. Butz). Para facilitar su labor, creó en Alicante el Centro de Estudios Históricos Revisionistas (CEHRE), donde, de 1985 a 1990, se editaba bajo la dirección de Carlos Caballero la revista Revisión, en la que Robert Faurisson y David Irving tuvieron cabida. También por esas fechas se preparó el Centro de Estudios Revisionistas Orientaciones (CERO), dirigido desde Palma de Mallorca por J. Negreira. Ambos grupos se preocuparon especialmente del panfleto 55 cuestiones sobre el Holocausto, procedente del estadounidense Institute for Historical Review y traducido al castellano por CEDADE.
La organización desapareció en octubre de 1993 debido a las sucesivas crisis políticas derivadas por el nuevo marco legal y por quedar acéfala sin la dirección de Pedro Varela, retirado efectivamente a su librería. Antes de desaparecer formalmente, CEDADE reunió en mayo de 1992 en Madrid a algunas personalidades neonazis y revisionistas en defensa de la libertad de expresión. A la reunión asistieron, entre otros muchos, el argentino Horacio Punset, los alemanes Manfred Roeder y Thies Christophersen y el austriaco Gerd Honsik, todos ellos perseguidos por delitos de apología del racismo y/o negacionismo del Holocausto en sus respectivos países.
El líder del Partido por la Libertad, José María Ruiz Puerta, "fue el secretario de CEDADE desde octubre 1982 a junio de 1983" y ejerció como abogado del sindicato ultraderechista Manos Limpias, cuyo secretario general era Miguel Bernad Remón, "en la primera causa contra el entonces magistrado de la Audiencia Nacional Baltasar Garzón".

## Evaluación global
La importancia de CEDADE es innegable para comprender el panorama del nazismo español y mundial, pues siempre mantuvo contactos con personalidades del fascismo internacional y veteranos de la Segunda Guerra Mundial como Léon Degrelle.
Explicar el por qué de la formación y permanencia de una organización como CEDADE en el territorio español requiere retroceder, por lo menos, hasta el fin de la guerra civil española. Puede argumentarse que al menos dos factores hicieron de España uno de los principales destinos de exilio de multitud de nazis y fascistas europeos durante los años 1940 y 1950, entre ellos Charles Maurras, Otto Skorzeny, Léon Degrelle (cuya extradición el gobierno belga estuvo décadas reclamando, sin éxito):
- Los casi cuarenta años de dictadura. Al no entrar abiertamente en la guerra, la dictadura franquista no sufrió la suerte de la Alemania nazi ni de la Italia fascista; sin embargo, no se alejó significativamente de buena parte de su origen doctrinal más netamente fascista hasta bien entrados los años 1950.
- La virtual ausencia de leyes contra la incitación al odio racial y el antisemitismo en España, debida en gran parte al punto anterior, pero también a la homogeneidad religiosa de la población española y a la escasez de presencia judía o de inmigración extraeuropea.

No es de extrañar pues que, debido a esos dos mismos factores, y en especial desde la irrupción del negacionismo del Holocausto de moda en los años 1960 de la mano del estadounidense George Lincoln Rockwell, España se convirtiera un auténtico paraíso para los ideólogos negacionistas y nazis procesados judicialmente en sus propios países por expresar sus ideas. A partir de los años 1970, muchos de ellos fueron acogidos por mediación de Varela (quien había sido encausado en Austria en 1992 por apología del nazismo en un mitin que había impartido ante nutrido público en la ciudad de Weyr, para ser absuelto definitivamente de dicho cargo en juicio con jurado en la ciudad de Steyr), dando cobijo a destacados líderes como los austríacos Gerd Honsik y Walter Ochsenberger, al oficial alemán Otto Ernst Remer y al autor negacionista Thies Christopheren. Fruto de estas y otras colaboraciones fueron editadas desde España las revistas en alemán Halt y Sieg. El grupo mantuvo contactos con la World Anti Communist League, si bien no ha sido publicado ningún estudio sobre vínculos con la Operación Gladio, relacionada con aquella y con diversos grupos parapoliciales como la OAS o los GAL. El aumento en el número de militantes causó cierta alarma en los medios durante los años 1980, y el Parlamento Europeo reclamó una especial atención para el grupo y sus actividades en 1990 al considerarlo uno de los más activos y numerosos de la Unión Europea. 
Su agenda política caló en el partido neonazi griego Amanecer Dorado. Los integrantes de la formación helena dieron a conocer a CEDADE entre su militancia a través de diversos panfletos.

## Problemas con la justicia
Ya en 1996, los Mozos de Escuadra intervinieron por una orden judicial la Librería Europa, que sirvió de sede a CEDADE hasta 1993, y se incautaron de 21 900 libros. Además de un vasto volumen de literatura negacionista, también se decomisó el archivo de la organización, que tres años después de su disolución oficial continuaba en manos de quien fuera su último presidente. La operación dio lugar al procesamiento de Varela por «apología del genocidio e incitación a la discriminación, al odio y la violencia raciales».

## Miembros destacados
Entre sus miembros más conocidos por los medios de comunicación están Pedro Varela, Christian Ruiz Reguant, Enrique Aynat Eknés, Javier Nicolás, Laureano Luna, Joaquín Bochaca, Ramón Carbó i Vert (pasó a Unió Democràtica de Catalunya  y ahora en el PDeCAT como concejal con pacto en el gobierno con el PSC). Isidro-Juan Palacios y su hermano Jesús Palacios. Tanto Luna como Ruiz Reguant formaron parte años después de la cúpula de Democracia Nacional hasta su ruptura con Manuel Canduela. Ernesto Milà fue parte de dicha cúpula también, si bien no existe evidencia escrita en los medios que demuestre que hubiera llegado a ser militante de CEDADE. Tampoco hay constancia de que lo haya sido Juan Antonio Llopart Senent, si bien cuenta en su haber con publicaciones como "CEDADE: Algo así como una historia (1966-1993)" y conferencias conjuntas con Pedro Varela, Javier Nicolás y Ramón Bau entre otros. Bartomeu Puiggros i Oliver, fue uno de los miembros fundadores de CEDADE y conocido en el ambiente montañero de la época, perdió la vida en un accidente de escalada en Montserrat en el año 1975. En su recuerdo, se editó un libro con sus memorias y actividades de montañero.
Jorge Mota Arás, por su parte, fue calificado como «persona vinculada al Partido Popular» por el fiscal de la Audiencia Nacional Enrique Molina.
Ramón Bau Fradera, nieto del ministro del primer gobierno provisional de Franco, Joaquín Bau Nolla, fue otro de los más destacados miembros de CEDADE, además de editor de Mundo NS y, posteriormente, líder del Círculo de Estudios Indoeuropeos (CEI). Tanto Bau como María Teresa Varela, hermana del último dirigente de CEDADE, aparecieron en la lista por Barcelona del Movimiento Social Republicano (MSR) de Juan Antonio Llopart.

## Evolución posterior
Tras su desaparición, la mayoría de sus miembros se dispersaron hacia partidos como Democracia Nacional o Alianza por la Unidad Nacional o se implicaron en nuevos proyectos de carácter aparentemente divergente: los miembros de CEDADE se dividieron en torno a dos posibles salidas. La primera de estas opciones abogaba por una reconversión en partido político abiertamente nazi. A esta posibilidad se oponían quienes preferían continuar con el adoctrinamiento ideológico de tipo «proyecto cultural». Sin embargo, todo parece apuntar a que las discrepancias eran más bien mínimas y el grupo, aunque disuelto oficialmente, continúa actuando dividido en facciones. Así, Mundo NS siguió editándose hasta 2004 en Barcelona por Ramón Bau desde Ediciones Wotan, aunque con ligeros cambios editoriales y bajo el nombre temporal de Bajo la Tiranía. Enrique Aynat sigue activo a través de sus eventuales colaboraciones con el diario ABC y Juan Antonio Llopart lideró hasta su disolución el MSR. Estado Nacional Europeo ha sido otra de las plataformas electoralmente viables de buena parte de los exmilitantes.
Al margen de lo anterior, CEDADE contaba con buena relación con personajes influyentes conocidos fuera del ambiente llamado «nacionalrevolucionario».
Según declara el escritor y periodista infiltrado en los grupos skins españoles, el amenazado Antonio Salas (seudónimo con el que ha escrito varios libros), en el 2002 conoció a Xosé Ríos, que posteriormente pasaría a llamarse Shuman Hanza, un profesor de instituto gallego al que sus propios alumnos denunciaron porque durante sus clases hacía apología de Adolf Hitler y Osama bin Laden, y director de Handschar, una de las revistas islámicas editadas en España por exmiembros de CEDADE y de otros grupos nazis de proyección internacional. El periodista afirma que miembros históricos del movimiento nazi español están introducidos en la comunidad islámica internacional, de la que obtienen muchos fondos para su lucha ideológica, para la «guerra santa» contra el enemigo común Israel.